# Rhinonyssidae
Rhinonyssidae (лат.) — семейство клещей из надсемейства Dermanyssoidea отряда Mesostigmata. Встречаются повсеместно. Паразиты птиц.

## Описание
Представители семейства  — высокоспециализированная группа гамазовых клещей, которые являются постоянными эндопаразитами птиц. Клещи этого семейства распространены по всему миру, и в настоящее время известны у птиц почти всех современных отрядов. Мировая фауна клещей-ринониссид насчитывает более 500 видов объединяемых в 11 родов.
Клещи-ринониссиды паразитируют в дыхательной системе птиц, где локализуются преимущественно в носовой полости, реже в трахеях и легочных мешках. Перемещаясь по поверхности васкуализированной эпителиальной ткани этих отделов дыхательной системы, ринониссиды питаются кровью или лимфой хозяина. При питании ринониссиды травмируют носовой эпителий и кровеносные сосуды, вызывая заболевание птиц, именуемое ринониссоидозисом (Rhinonyssoidosis avium). Наиболее характерный симптом, который наблюдается при поражении клещами-ринониссидами дыхательной системы птиц, – гиперемия слизистых оболочек носовой полости. У птиц, содержащихся в неволе, патологические состояния, как аэроцистит, афония, кахексия вызываемые клещами-ринониссидами, носят обычно более тяжелый характер, чем у диких птиц. Заражение клещами родов Mesonyssus, Sternostoma и Ptilonyssus, вызывают аэроцистит, трахеит, пневмонию, что часто ведет к гибели хозяев.

## Классификация
Свыше 500 видов. В Австралии около 90 видов, в Европе 65, в Америке 110, в Африке 130, в России 140.
- Agapornyssus Gretillat, Capron & Brygoo, 1959
  - Agapornyssus faini Gretillat, Capron & Brygoo, 1959
- Astridiella Fain, 1957
  - Astridiella scotornis (Fain, 1956)
- Charadrinyssus O. M. Butenko, 1984
  - Charadrinyssus charadrius (Butenko, 1973)
- Falconyssus Fain, 1966
  - Falconyssus elani Fain, 1966
- Hapalognatha Butenko, 1960
  - Hapalognatha prima Butenko, 1960
- Larinyssus Strandtmann, 1948 (3 вида)
- Locustellonyssus Bregetova, 1965
  - Locustellonyssus amurensis Bregetova, 1965
  - Locustellonyssus sibiricus Butenko & Stanyukovich, 2001
- Mesonyssoides Fain & Nadchatram, 1962
  - Mesonyssoides melloi Fain & Nadchatram, 1962
- Mesonyssus Fain, 1960
  - Mesonyssus treronis (Fain, 1956)
- Neonyssus Hirst, 1921
  - Neonyssus alaudae Butenko & Stanyukovich, 2001
  - Neonyssus coccothraustis (Fain & Bafort, 1963)
  - Neonyssus intermedius Hirst, 1921
  - Neonyssus melanocoryphae Bregetova, 1967
  - Neonyssus pygmaeus Bregetova, 1967
- Neotyranninyssus Fain & Aitken, 1967
  - Neotyranninyssus fluvicolae Fain & Aitken, 1967
- Passeronyssus Fain, 1960
  - Passeronyssus viduae (Fain, 1956)
- Pipronyssus Fain & Aitken, 1967
  - Pipronyssus manaci Fain & Aitken, 1967
- Psittonyssus Fain, 1962
  - Psittonyssus baforti Fain, 1962
- Ptilonyssoides Vitzthum, 1935
  - Ptilonyssoides triscutatus Vitzthum, 1935
- Ptilonyssus Berlese & Trouessart, 1889 (81 вид)
- Rallinyssus Strandtmann, 1948
  - Rallinyssus caudistigmus Strandtmann, 1948
  - Rallinyssus congoensis Fain, 1956
  - Rallinyssus gallinulae Fain, 1960
  - Rallinyssus sorae Pence & Young, 1979
- Rhinoecius Cooreman, 1946
  - Rhinoecius oti Cooreman, 1946
- Rhinonyssus Trouessart, 1894 (9 видов)
- Rhinosterna Fain, 1964
  - Rhinosterna aymarae Fain, 1964
- Ruandanyssus Fain, 1957
  - Ruandanyssus terpsiphonei Fain, 1957
- Sternoecius Fain & Aitken, 1967
  - Sternoecius piprae Fain & Aitken, 1967
- Sternostoma Berlese & Trouessart, 1889 (около 60 видов)
- Sternostomoides Bregetova, 1965
  - Sternostomoides graculi Butenko, 1999
  - Sternostomoides numerovi Butenko, 1999
  - Sternostomoides turdi
- Sternostomum Trouessart, 1895
  - Sternostomum rhinolethrum Trouessart, 1895
- Tinaminyssus Strandtmann & Wharton, 1958
  - Tinaminyssus aprosmicti (Domrow, 1964)
  - Tinaminyssus belopolskii (Bregetova, 1950)
  - Tinaminyssus columbae (Crossley, 1950)
  - Tinaminyssus daceloae (Domrow, 1965)
  - Tinaminyssus geopeliae (Fain, 1964)
  - Tinaminyssus halcyonus (Domrow, 1965)
  - Tinaminyssus hirtus (Wilson, 1966)
  - Tinaminyssus ixoreus (Strandtmann & Clifford, 1962)
  - Tinaminyssus kakatuae (Domrow, 1964)
  - Tinaminyssus macropygiae (Wilson, 1966)
  - Tinaminyssus megaloprepiae Domrow, 1969
  - Tinaminyssus melloi (Castro, 1948)
  - Tinaminyssus myristicivorae Domrow, 1969
  - Tinaminyssus ocyphabus (Domrow, 1965)
  - Tinaminyssus phabus (Domrow, 1965)
  - Tinaminyssus tanysipterae (Wilson, 1966)
  - Tinaminyssus trappi (Pereira & Castro, 1949)
  - Tinaminyssus trichoglossi (Domrow, 1964)
  - Tinaminyssus welchi Domrow, 1969
- Trochilonyssus Fain & Aitken, 1967
  - Trochilonyssus trinitatis Fain & Aitken, 1967
- Tyranninyssus Brooks & Strandtmann, 1960
  - Tyranninyssus tyrannus Brooks & Strandtmann, 1960
- Vitznyssus Castro, 1948 (7 видов)
- Zumptnyssus Fain, 1959
  - Zumptnyssus buboensis (Fain, 1958)